# Rossella antarctica
Rossella antarctica är en svampdjursart som beskrevs av Carter 1872. Rossella antarctica ingår i släktet Rossella och familjen Rossellidae. Inga underarter finns listade i Catalogue of Life.